# Paul Mescal
Paul Colm Michael Mescal (* 2. února 1996, Maynooth, Hrabství Kildare, Irsko) je irský herec. Známým se stal hlavní rolí v minisérii Normální lidi (2020), za níž obdržel cenu BAFTA a nominaci na cenu Emmy.
Svůj filmový debut zaznamenal vedlejší rolí v psychologickém dramatu Temná dcera (2021). Za roli starostlivého otce v dramatu Aftersun (2022) získal uznání kritiků a obdržel nominace na Oscara a cenu BAFTA. Za roli Stanleyho Kowalského v revivalu divadelní hry Tramvaj do stanice Touha v roce 2022 získal cenu Laurence Oliviera. Následujícího roku účinkoval v romantickém dramatu Všichni moji cizinci, za nějž obdržel svou druhou nominaci na Filmovou cenu BAFTA.

## Životopis
Narodil se v irském městě Maynooth do rodiny důstojnice Dearbhle a učitele Paula. Má mladšího bratra a sestru. Navštěvoval Maynooth Post Primary School. V mládí hrál galský fotbal a byl členem klubu Maynooth GAA. Jeho dovednosti jako obránce chválil galský fotbalista Brian Lacey, zatímco trenér Cian O'Neill ho popsal jako „zralého na svůj věk... velmi vyvinutého a velmi silného“. Se sportem přestal po zranění čelisti.
Mescal na jevišti vystoupil poprvé ve svých 16 letech, kdy ztvárnil titulní roli Fantoma v muzikálu Fantom Opery, po kterém se zúčastnil konkurzu a byl přijat na The Lir Academy na Trinity College v Dublinu. V roce 2017 získal bakalářský titul. Ještě před promocí si zajistil agenty pro svou hereckou kariéru.

## Kariéra

### Divadlo a televizní role (2017–2020)
Po získání bakalářského titulu v roce 2017 byly Mescalovi nabídnuty role ve dvou divadelních inscenacích, Angela's Ashes a Velký Gatsby. Rozhodl se pro druhou zmíněnou hru, kde ztvárnil titulní roli Jaye Gatsbyho v Gate Theatre v Dublinu. Peter Crawley z deníku The Irish Times vyzdvihl jeho práci jako „motýla sebetvoření mezi souborem v neustálém pohybu a vlající improvizaci“. Téhož roku ve stejném divadle také ztvárnil prince ve hře Hanse Christiana Andersena Červené střevíčky. Mescal se objevil ve světové premiéře hry Louise O'Neillové Říkala si o to z roku 2018 v Abbey Theatre v Dublinu, kde kritici ocenili jeho osobitý výkon. Ve stejném roce Mescal zaznamenal divadelní debut v Londýně ve hře Pluh a hvězdy v divadle Lyric Hammersmith a hrál ve hře Sen noci svatojánské pro Kilkenny Arts Festival a Portrét umělce v jinošských letech pro Dublin Theatre Festival. V roce 2020 vystupoval ve hře Poručík z Inishmoru v dublinském Gaiety Theatre.
Jeho první televizní roli se stala role v dramatické minisérii Normální lidi, adaptaci stejnojmenného románu z roku 2018 spisovatelky Sally Rooneyové. Premiéru měla ve Velké Británii na programu BBC Three a v USA na stanici Hulu v roce 2020. Ztvárnil studenta Connella Waldrona; v roli viděl odlišnost od sebe samého ve způsobu, jakým Waldronovy rysy zahrnují váhavost a emocionální nedostupnost. Stejně jako ve skutečném životě, i jeho postava hrála galský fotbal a navštěvovala Trinity College. Tato role dovedla Mescala ke slávě. Za svůj výkon si vysloužil uznání kritiků a získal také cenu BAFTA pro nejlepšího herce v seriálu. Caroline Framke ve své recenzi pro magazín Variety nazvala Mescalův výkon emocionálním kolapsem postavy jako „dechberoucí“, zatímco Willa Paskin z časopisu Slate zaznamenala jeho ztělesnění „inteligence, nejistoty a tiché sebevědomí“. Za roli také získal nominace na cenu Emmy a Critics' Choice Television Awards za nejlepšího herce v minisérii.
Mescal dále hrál v krátkém filmu Drifting, který byl promítán na festivalu Galway Film Fleadh v roce 2020. Ztvárnil hasiče v minisérii The Deceived stanice Channel 5 a objevil se v hudebním videoklipu k písni „Scarlet“ skupiny The Rolling Stones v srpnu téhož roku. Ed Power, kritik deníku The Independent, který recenzoval The Deceived, vyzdvihl Mescalovo nenucené „kouzlo s ospalýma očima“ a „bezchybný“ donegalský přízvuk.

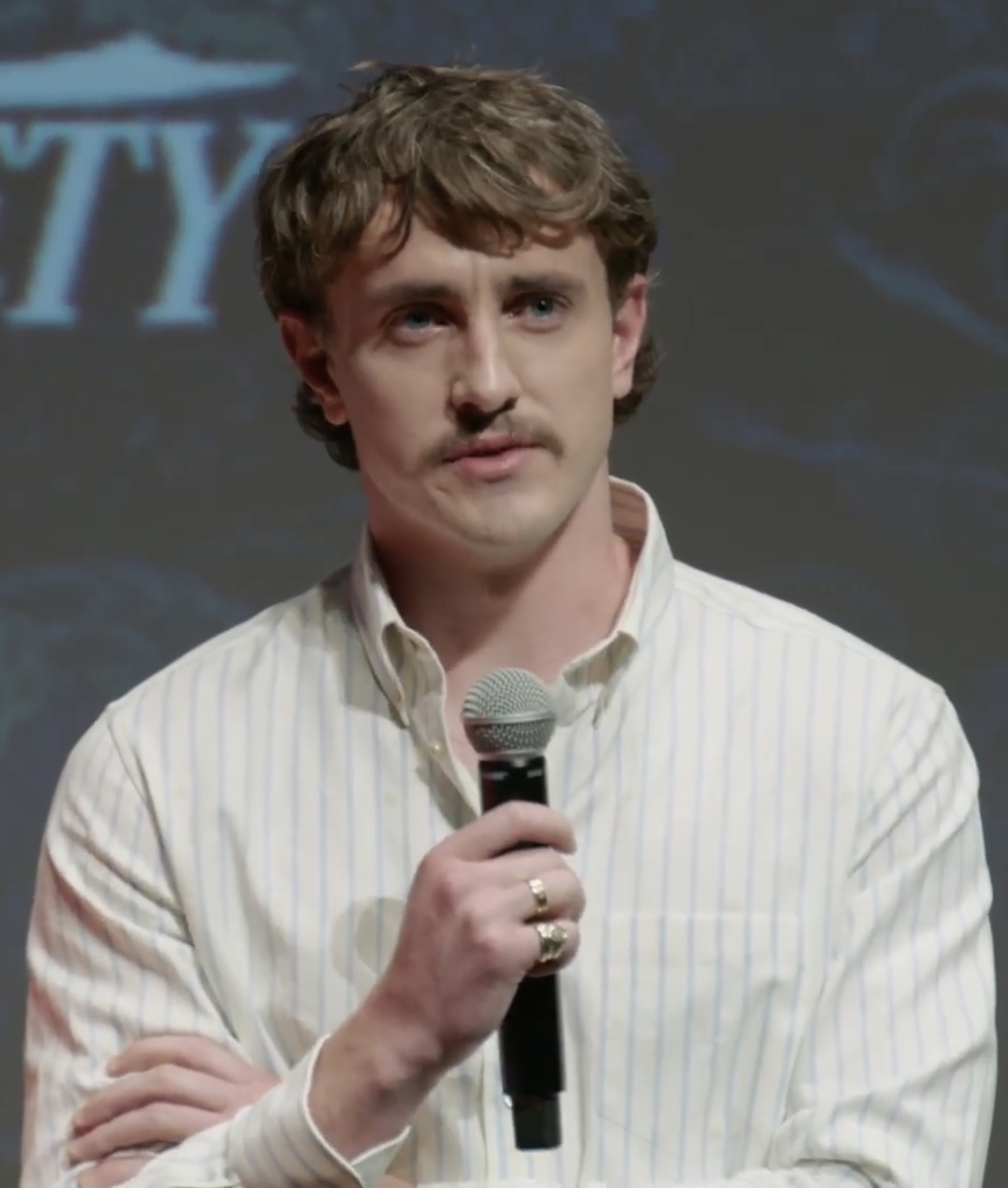
Mescal na Filmovém festivalu v Cannes, 2022

### Filmová kariéra (2021–dosud)
Mescal zaznamenal svůj debut v celovečerním filmu v roce 2021 vedlejší rolí v psychologickém dramatu Temná dcera režisérky Maggie Gyllenhaal v jejím režijním debutu. Následujícího roku Mescal ztvárnil muže obviněného ze sexuálního napadení v psychologickém dramatu God's Creatures a ustaraného mladého otce v dramatu Aftersun, přičemž oba filmy měly premiéru na filmovém festivalu v Cannes a získaly pozitivní recenze, přičemž Mescalovy výkony byly vyzdvihovány. Kritička Kate Erblandová z časopisu IndieWire označila Mescalův výkon v God's Creatures jako „mocný“ a „tiše mrazivý“. Peter Travers z ABC News při recenzi filmu Aftersun vyzdvihl jeho „odzbrojující kouzlo a elementární sílu“ v zobrazení „komplexní role“. Za svůj výkon ve filmu Aftersun získal nominace na Oscara za nejlepšího herce a cenu BAFTA za nejlepšího herce v hlavní roli.
Účinkoval v dramatickém muzikálu Carmen, filmové adaptaci stejnojmenné opery, který měl premiéru na Mezinárodním filmovém festivalu v Torontu v roce 2022 a do kin byl uveden v roce 2023. Hlavní kritik časopisu IndieWire, David Ehrlich, uvedl, že Mescalova role strašidelného veterána Aidana „potvrzuje jeho gravitaci, jeho vyrovnanost a ochotu upadnout do temnoty pozpátku“ jako herce. V prosinci 2022 začal ztvárňovat Stanley Kowalski v revivalu hry Tennessee Williamse Tramvaj do stanice Touha v Almeida Theatre. Inscenace sklidila uznání a v březnu 2023 se produkce přesunula do West Endu. Za svůj výkon Mescal získal cenu Laurence Oliviera za nejlepšího herce.
V roce 2023 ztvárnil hlavní roli po boku Andrewa Scotta v romantickém filmu Všichni moji cizinci, adaptaci románu Strangers od Taichi Yamady. Film měl premiéru na 50. ročníku Telluride Film Festivalu. David Rooney z The Hollywood Reporter chválil „horkou, sexy chemii“ mezi Mescalem a Scottem. Za roli získal nominaci na cenu BAFTA za nejlepšího herce ve vedlejší roli. Téhož roku si po boku Saoirse Ronanové zahrál také ve sci-fi filmu Foe, adaptaci stejnojmenného románu spisovatele Iaina Reida; film však nebyl kritiky pozitivně přijat.
Mescal si zahraje také ve filmech Gladiátor II, pokračování historického dramatu z roku 2000 režiséra Ridleyho Scotta, a romantickém dramatu The History of Sound po boku Joshe O'Connora. Nahradil Blakea Jennera v hlavní roli skladatele Franklina Sheparda ve filmu Merrily We Roll Along režiséra Richarda Linklatera, filmové adaptaci stejnojmenného muzikálu z roku 1981, jehož natáčení má trvat 20 let.

## Osobní život
Mescal mluví anglicky a irsky. V roce 2020 se přestěhoval z rodného Irska do Londýna. V roce 2022 uvedl, že koupil nemovitost v Irsku se záměrem trávit tam svůj volný čas. Mescal je otevřený ohledně návštěvy terapeuta, což je podle něj způsob, jak „udržet zdravý rozum“. Mescal řekl, že „nárok na informace, které lidé očekávají“ ho rozčiluje a že soukromé záležitosti „by nikdy neměly být komentovány“, protože je to „neslušné“ a „nemilé“. Mescal byl ve vztahu se zpěvačkou Phoebe Bridgersovou. Objevil se v hudebním videu k její písni „Savior Complex“, které režírovala Phoebe Waller-Bridge.
Mescal hraje na klavír a se svou sestrou Nell nazpíval spoustu cover verzí písní. Mescal také poskytl doprovodné vokály pro píseň „So Much Wine“ od Bridgersové, přičemž její výtěžek putoval do Los Angeles LGBT Center. V červenci 2020 si zazpíval s irským zpěvákem Dermotem Kennedym v londýnském Přírodopisném muzeu. V říjnu téhož roku se zúčastnil se virtuálního scénického čtení hry This Is Our Youth od Kennetha Lonergana v rámci série ve prospěch charitativní organizace Actors Fund of America. V roce 2023 se stal členem Akademie filmového umění a věd.

## Filmografie

### Film
| Rok           | Název                 | Role             | Poznámky     |
| ------------- | --------------------- | ---------------- | ------------ |
| 2020          | Drifting              | Cian             | krátký film  |
| 2021          | Temná dcera           | Will             |              |
| 2022          | Aftersun              | Calum Paterson   |              |
| 2022          | God's Creatures       | Brian O'Hara     |              |
| 2022          | Carmen                | Aidan            |              |
| 2023          | Foe                   | Junior           |              |
| 2023          | Všichni moji cizinci  | Harry            |              |
| 2024          | Gladiátor II          | Lucius           | postprodukce |
| bude oznámeno | The History of Sound  | Lionel           | postprodukce |
| bude oznámeno | Merrily We Roll Along | Franklin Shepard | natáčí se    |

### Televize
| Role | Název         | Role            | Poznámky  |
| ---- | ------------- | --------------- | --------- |
| 2020 | Normální lidi | Connell Waldron | minisérie |
| 2020 | The Deceived  | Sean McKeogh    | minisérie |

### Divadelní role
| Rok       | Název a autor hry                               | Role             | Poznámky                                        |
| --------- | ----------------------------------------------- | ---------------- | ----------------------------------------------- |
| 2017      | Francis Scott Fitzgerald: Velký Gatsby          | Jay Gatsby       | Gate Theatre, Dublin                            |
| 2017–2018 | Hans Christian Andersen: Červené střevíčky      | princ            | Gate Theatre, Dublin                            |
| 2018      | Seán O'Casey: Pluh a hvězdy                     | poručík Langon   | Lyric Theatre, Londýn                           |
| 2018      | Louise O’Neill: Říkala si o to                  | Bryan            | Abbey Theatre, Dublin                           |
| 2018      | William Shakespeare: Sen noci svatojánské       | Demetrius        | Kilkenny Arts Festival                          |
| 2018      | James Joyce: Portrét umělce v jinošských letech | Stephen Dedalus  | Dublin Theatre Festival                         |
| 2020      | Martin McDonagh: Poručík z Inishmoru            | Mad Padraic      | Gaiety Theatre, Dublin                          |
| 2022–2023 | Tennessee Williams: Tramvaj do stanice Touha    | Stanley Kowalski | Almeida Theatre, Londýn Phoenix Theatre, Londýn |

### Videoklipy
| Rok  | Název            | Umělec             |
| ---- | ---------------- | ------------------ |
| 2020 | „Scarlet“        | The Rolling Stones |
| 2020 | „Savior Complex“ | Phoebe Bridgers    |